# Grammia coelebs
Grammia coelebs là một loài bướm đêm thuộc phân họ Arctiinae, họ Erebidae.